# Georges Falkenberg
Georges Falkenberg (París, 20 de setembre de 1854 - idem, 10 de gener de 1940), fou un professor de música, pianista i compositor francès.
Fou deixeble de Émile Durand i de Jules Massenet, aconseguint el 1877 el primer premi d'harmonia. Fou professor del Conservatori de París, i va escriure multitud de composicions per a piano i música vocal i instrumental, devent-se'li, a més, diverses obres per a la ensenyança, com Les pédales du piano (1891), i Exercises progresifs et journaliers (1907).